# Болезнь Кашина — Бека
Болезнь Кашина — Бека (уровская болезнь) — редкое заболевание, возникающее в результате дефицита селена, избытка фосфора и марганца, которое проявляется нарушением роста и созревания эпифизов костей, что ведёт к замедлению их роста, а так же остеоартриту. Заболевание является эндемичным и встречается в местностях, для которых характерны избыток фосфора, марганца и недостаток селена.
Впервые данную патологию описал русский врач Кашин Н. И. в 1859 году.

## Эпидемиология
Данное заболевание обычно встречается на территориях от Северного Китая, захватывая Восточную Сибирь, до Северной Кореи.

## Этиология и патогенез
Единого мнения о патогенезе и этиологии на данный момент нет. Основной теорией возникновения уровской болезни является недостаточность микроэлементов, таких как йод и селен, а также высокое содержание фосфатов и марганца в воде и пище, низкое содержание кальция и высокое содержание стронция, в эндемичных регионах.
Существует также теория о генетическом дефекте, который является причиной повышенной восприимчивости к токсическим эффектам дефицита определенных элементов.

## Клиническая картина
Заболевание начинается в детском возрасте с болей в суставах. Затем присоединяется полиартикулярное воспаление и деформации суставов, которые ведут к снижению роста.
Можно выделить три степени тяжести заболевания:
1. Первая степень характеризуется поражением проксимальных межфаланговых суставов II, III, IV пальцев кистей, а также болями в суставах при нагрузке. Возможно появление ограничения движений в различных суставах.
2. При второй степени происходит множественное поражение суставов с их утолщением, деформацией и ограничением движения. Могут появляться атрофии мышц, а также мышечные контрактуры.
3. При третьей степени поражены все суставы[3].

## Диагностика
Диагноз ставится на основании опроса больного, физикального обследования, а также рентгенологического исследования пораженных отделов опорно-двигательной системы.

## Дифференциальная диагностика
Дифференциальную диагностику проводят со следующими заболеваниями:
- остеохондропатии;
- ревматоидный артрит;
- хондродистрофия;
- эпифизарной дисплазией;
- кретинизм;
- рахит[2].

## Лечение
Очень важно своевременно начать терапию, так как изменения костной ткани, которые сформировались ранее, остаются. Основа лечения — восполнение недостающих микроэлементов, а также уменьшение болей, улучшение функции суставов. Пациентам назначают препараты кальция, фосфора, селена вместе с физиотерапией, лечебной физкультурой и массажем.